# St.-Petri-Kirche (Rieseby)

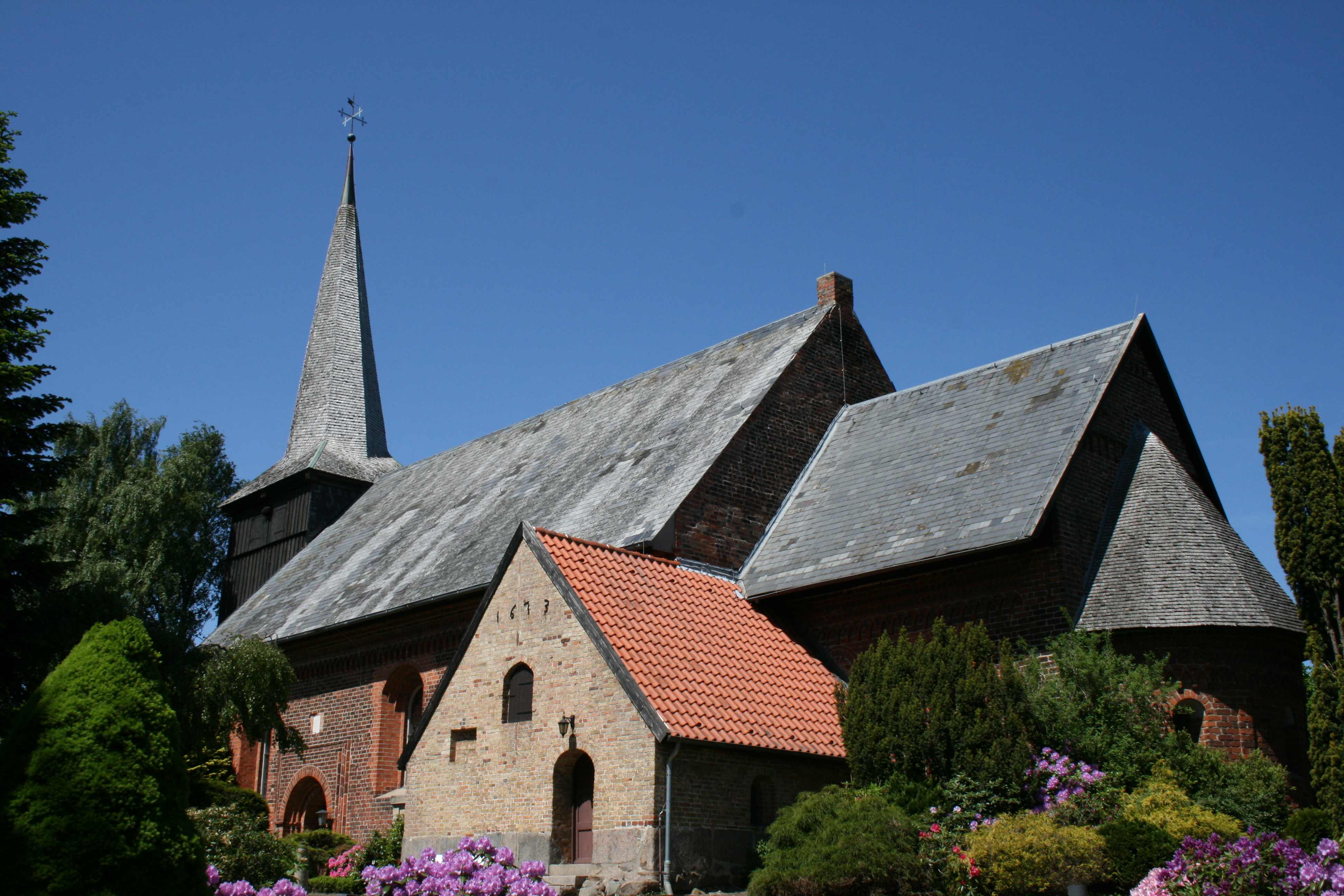
St.-Petri-Kirche Rieseby (Schleswig-Holstein) von SW

Die St.-Petri-Kirche in Rieseby ist eine spätromanische Backsteinkirche, die zur Kirchengemeinde Schwansen/Rieseby im Kirchenkreis Rendsburg-Eckernförde in der Evangelisch-Lutherischen Kirche in Norddeutschland gehört. Sie gilt als eine der schönsten Landkirchen Schleswig-Holsteins.

## Geschichte
Das Gebiet um Rieseby gehörte im Mittelalter zum Bistum Schleswig, worauf das heutige Gemeindewappen verweist. Die Bischöfe besaßen im heutigen Gemeindegebiet die 1417 zerstörte Burg Stubbe an der Schlei sowie mehrere Heringszäune und die (heute nicht mehr existierende) Insel Lindholm.
Um 1220/30 wurde die Riesebyer Kirche, ein einschiffiger Backsteinbau mit eingezogenem Kastenchor und Halbkreisapsis, neben einem bronzezeitlichen Hügelgrab errichtet. Sie war vermutlich dem Apostel Petrus geweiht. Ihre äußere Gestaltung, die bei der Renovierung 1913 größtenteils wiederhergestellt wurde, ist dem Ratzeburger Dom nachempfunden. Das Gewölbe wurde erst in gotischer Zeit eingezogen. Es wurde mehrmals farbig ausgemalt, aber später weiß gekalkt. Reste wiederhergestellter Ausmalung finden sich im Chorgewölbe.
Ergänzt wurde der Bau 1673 durch eine an der Südseite des Chores angebaute Gruft der ortsansässigen Adelsfamilie Wonsfleth und den 1702 auf dem Grabhügel errichteten hölzernen Kirchturm.
1913 wurde die Kirche grundlegend renoviert. Dabei dienten die Farbspuren der Ausmalung von 1681 als Vorlage für die farbliche Ausgestaltung. Diese ist heute nur noch im letzten Joch über der Orgelempore zu sehen. Auch die farbigen Bleiglasfenster, die die Geschichte Jesu darstellen, wurden im Rahmen dieser Renovierung von Gemeindegliedern gestiftet.
Anfang 2020 fusionierte die Kirchengemeinde mit den Kirchengemeinden Borby-Land, Karby, Sieseby und Waabs zur Kirchengemeinde Schwansen/Rieseby. Die zur Kirchengemeinde Rieseby gehörende Kapelle Loose, die 1964 im Rahmen des Kapellenbauprogramms gebaut worden war, wurde im September 2020 entwidmet. 2021 wurden die Wände instand gesetzt und der hölzerne, mit Holzschindeln gedeckte Turm renoviert.

## Ausstattung
Der älteste Ausstattungsgegenstand ist die Granittaufe aus dem 12. Jahrhundert, deren Fuß grob ausgehauene Menschenköpfe und ein stilisierter Baum des Lebens schmücken. Dieser altgermanische Lebensbaum wiederholt sich auf den vier Seiten des Fußblockes. Die Wandung der Kuppa zeigt ein Wellenband, das sich der Ornamentierung des Sockels anpasst. Der Taufdeckel wurde gemeinsam mit der Kanzel 1649 vom Kirchenpatron Kai von Ahlefeldt und seiner Frau Margarethe auf Gut Saxtorf gestiftet und ist im manieristischen Stil gehalten. In einem laternenartigen Aufbau ist vollplastisch die Taufe Jesu dargestellt.
Im Chorbogen befindet sich eine Triumphkreuzgruppe aus der Mitte des 13. Jahrhunderts. Sie wird dem Künstler der Hüruper Passion zugeschrieben. 1913 wurden ein fehlendes Stück des oberen Kreuzbalkens, das INRI-Schild sowie die Dornenkrone ergänzt. Zu diesem Datum passt die Anbringung auf dem ursprünglichen Balken. Auch die heutige Bemalung, vermutlich einschließlich der ehernen Schlange auf der Rückseite des Kreuzes, stammt von 1913. Wilhelm Jensen aus Garding erstellte nach seinem Empfindungen eine neue Farbgebung. Im Jahre 1995 wurde bei einer Restaurierung seine Fassung wieder aufgefrischt. An den Enden des Querbalkens befinden sich Reliefs von zwei der vier Evangelisten als Halbfiguren. Am Fußende des Kreuzes ist Adam im offenen Grab zu sehen, ein Symbol der Überwindung von Sünde und Tod durch Jesus Christus. Dieselbe Botschaft transportiert die Darstellung des Kreuzes als Lebensbaum. Unter den vorhandenen Schleswiger Kreuzen sind diese Darstellungen einmalig.
Das Altarretabel wurde 1669 von Burchard von Ahlefeldt gestiftet. Flankiert und gestützt wird der Aufsatz von lebensgroßen Figuren der Apostel Petrus und Paulus. Der Altartisch wird von einem aus Eichenholz geschnitzten Antemensale aus dem ausgehenden 13. Jahrhundert verziert. Die auf dem vergoldeten Grund aufgemalten Apostel mit Spruchbändern um den thronenden Weltenrichter in einer Mandola zwischen den geflügelten Evangelistensymbolen sind nur noch schemenhaft zu erkennen. Die rot-goldene Farbgestaltung des Rahmenwerks ist dagegen noch im Original erhalten. Das Antemensale gilt neben einem ähnlichen Exemplar aus der Klosterkirche von Løgumkloster, das sich heute im Museum in Kopenhagen befindet, als älteste Tafelmalerei im Bistum Schleswig. Gleichzeitig ist es eins der spätesten Antemensale mit Darstellung der Majestas Domini. Ob die Tafel erst nach der Reformation aus dem Schleswiger Dom nach Rieseby kam oder der Kirche schon von ihrem Patronatsherrn, dem Schleswiger Bischof, geschenkt wurde, lässt sich nicht mehr nachprüfen. Vor dem Altar befindet sich eine halbkreisförmige Kommunionbank.
Die farbig gefasste Kanzel von 1649 besteht aus nur drei Seitenteilen, von denen das mittlere eine Kreuzigungsdarstellung als Relief zeigt, während auf den beiden anderen Seiten Wappen der Stifterfamilie Ahlefeldt angebracht sind. Zu der im manieristischen Stil gehaltenen prachtvollen Ausgestaltung gehört auch ein Schalldeckel sowie eine Treppe mit Tür. Die Felder des Korbes sind mit detailreichen Hermenpilastern flankiert und mit Putti, Knorpelvoluten und Engelköpfen dekoriert.
Die Kirche besitzt einige Bleiglasfenster, die bei der großen Renovierung im Jahr 1912/13 eingebaut wurden. Die Namen der Stifter stehen jeweils unten auf jedem Fenster. Die Themen beziehen sich auf die Vita Jesu. Hierbei handelt es sich um die Geburt Christi, Jesus als Zwölfjähriger im Tempel, Jesus als guten Hirten, die Kreuzigung, die Himmelfahrt und die Auferstehung. 
Ein Gemälde, das Martin Luther zeigt, hängt neben der Taufe an der Nordwand. Es ist in neuerer Zeit gefertigt und wurde von dem Riesebyer Kaufmann F.C. Christophersen gestiftet.
Zwei mächtige, gut erhaltene Grabplatten stehen an der Westwand des Kirchenschiffes. Es handelt sich um die Familie Ahlefeldt 1549/73 und um die Familie Wonsfleth 1556/57. Die verstorbenen Ehepaare sind in aufrechter Haltung dargestellt, der Verstorbene als Ritter mit dem Helm zu Füßen und die Verstorbene mit einem langen Gewand und einer Haube. Die Wohnsflehter Grabplatte wurde 1912 unter dem Fliesenbelag am Altar gefunden. Die Ahlefeldsche Platte war eine Deckplatte eines 1912 zugeschütteten Grabgewölbes.

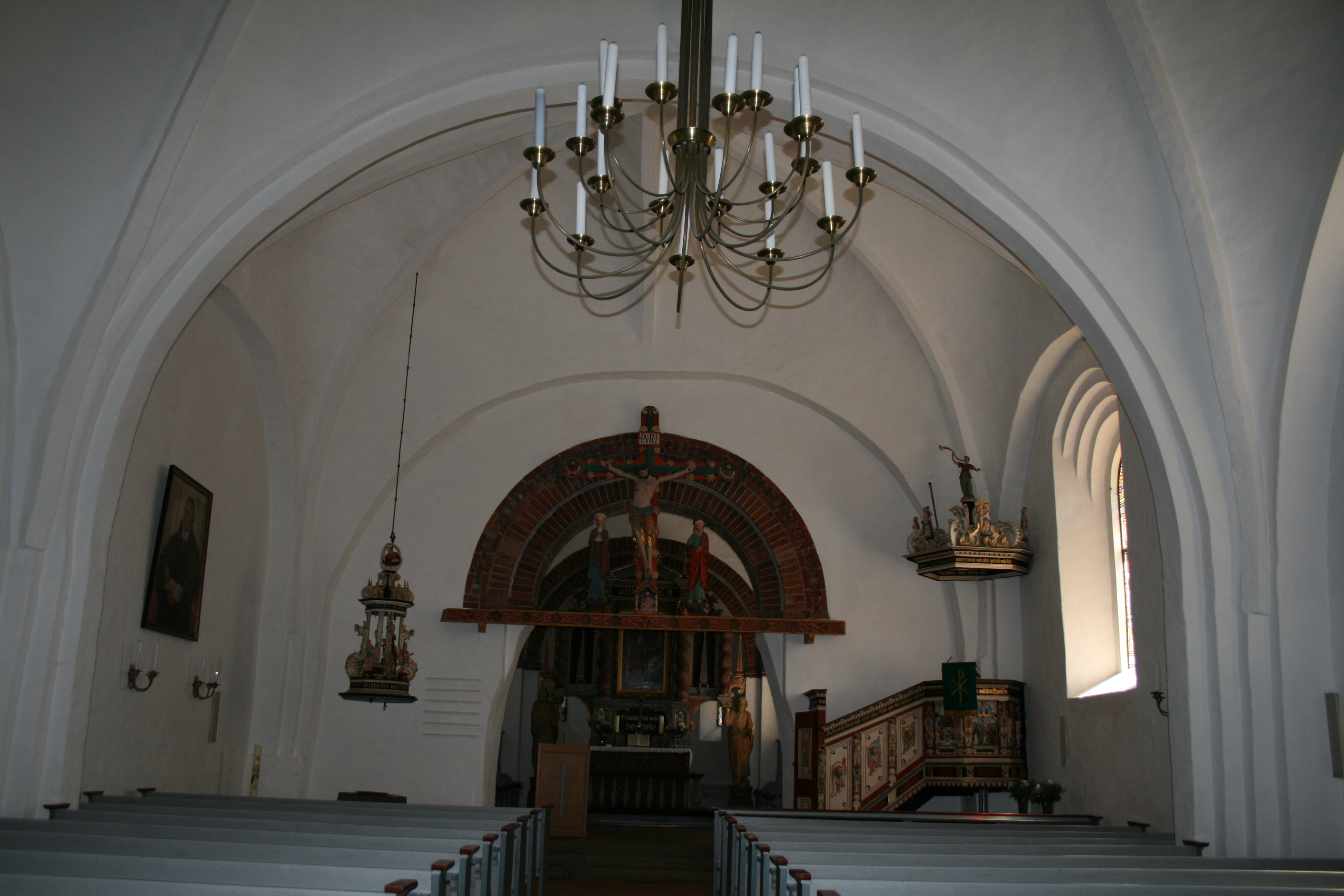
Innenraum
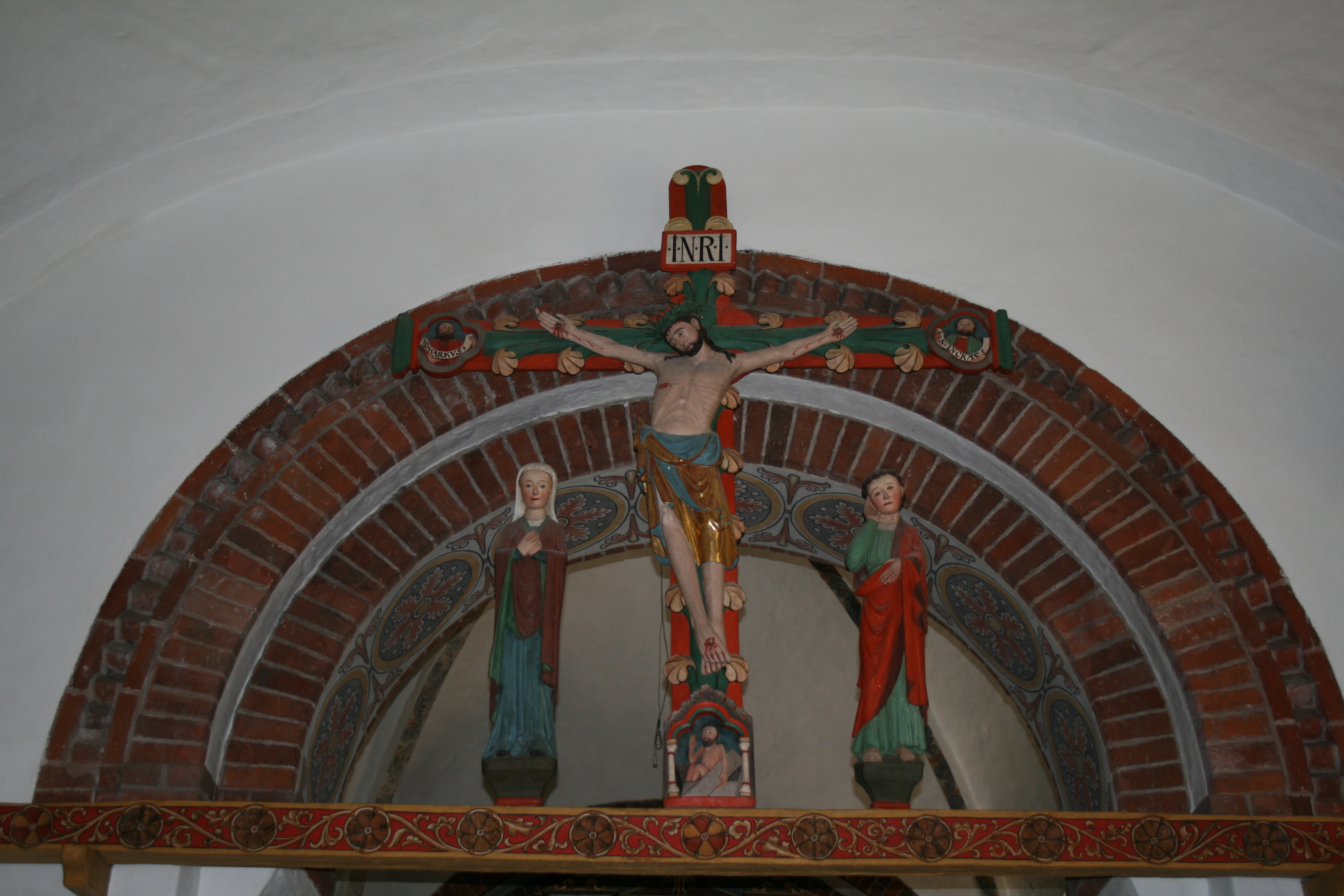
Triumphkreuzgruppe
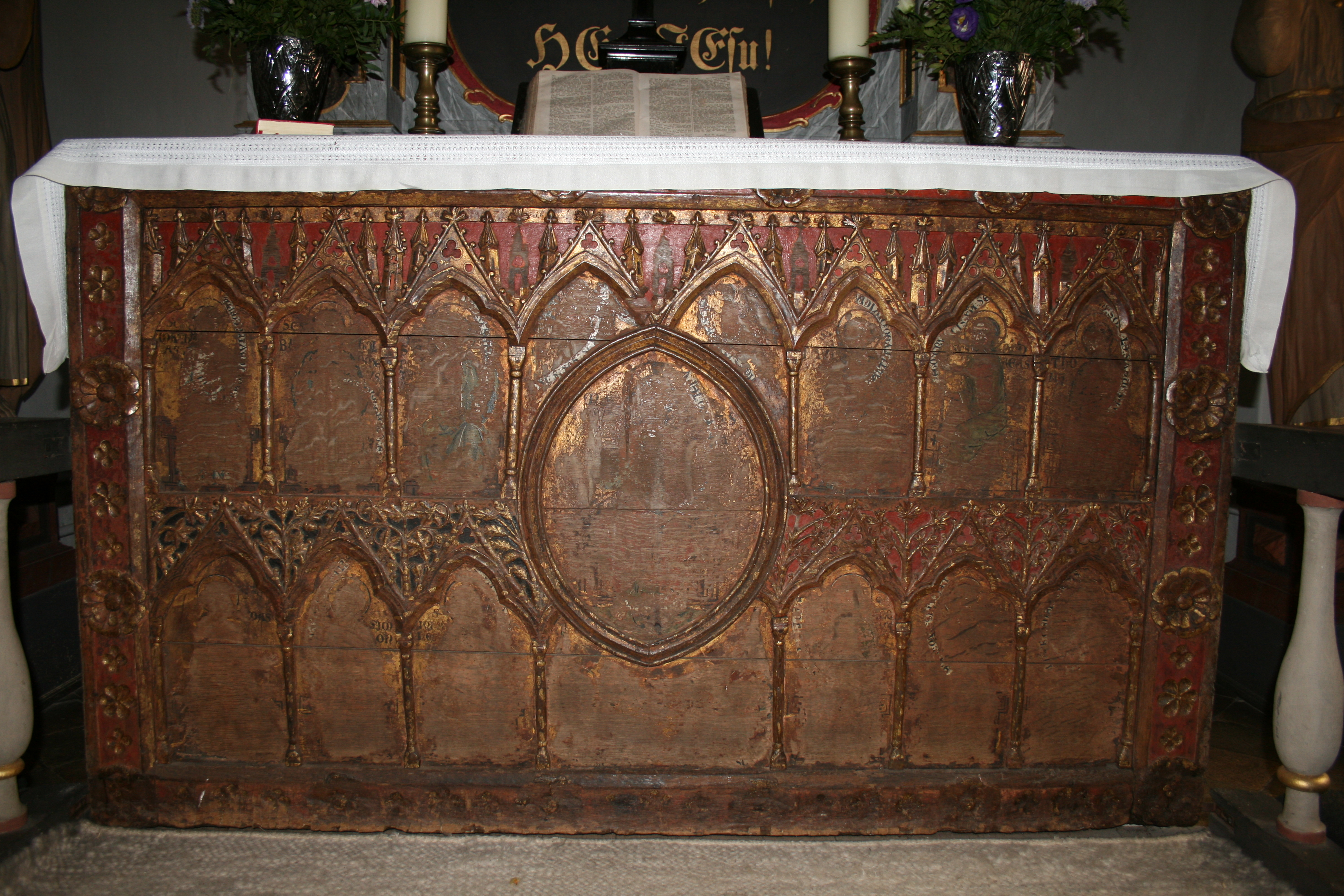
Antemensale
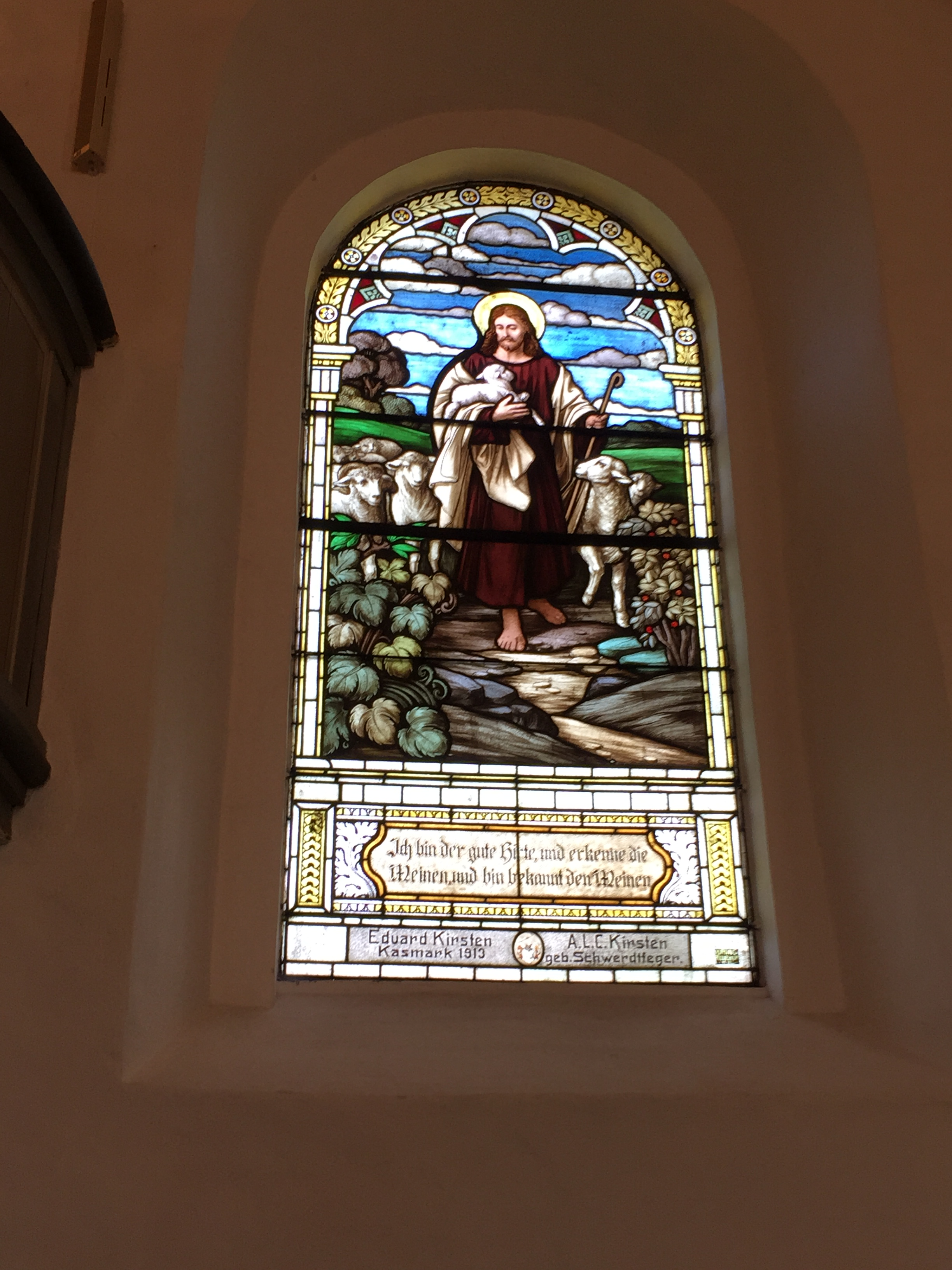
Fenster

Grabplatten adliger Familien aus dem 16. Jahrhundert, die früher Grüfte in der Kirche deckten, sind heute an der Außenseite der Kirche aufgestellt.

## Orgel

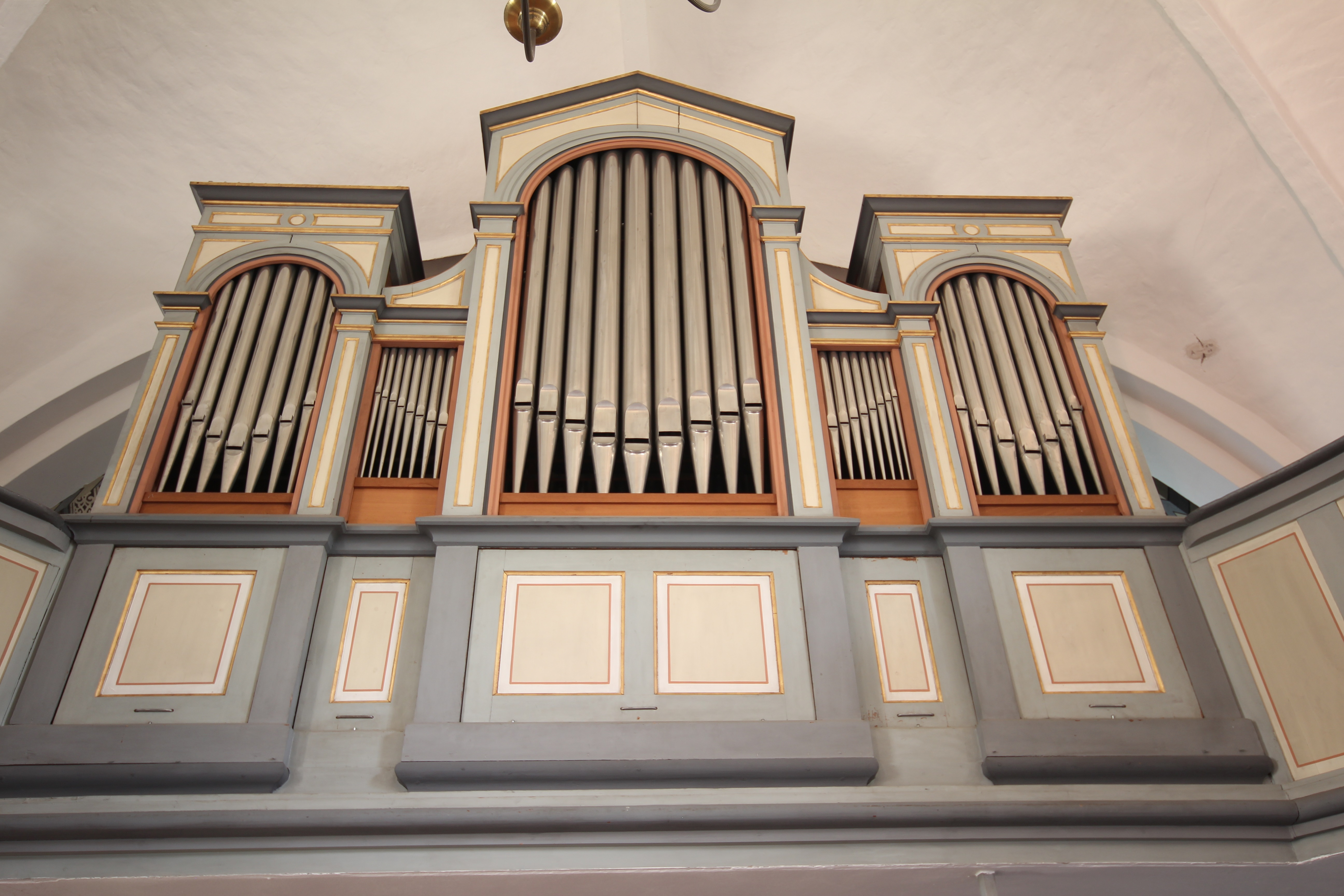
Marcussen-Orgel

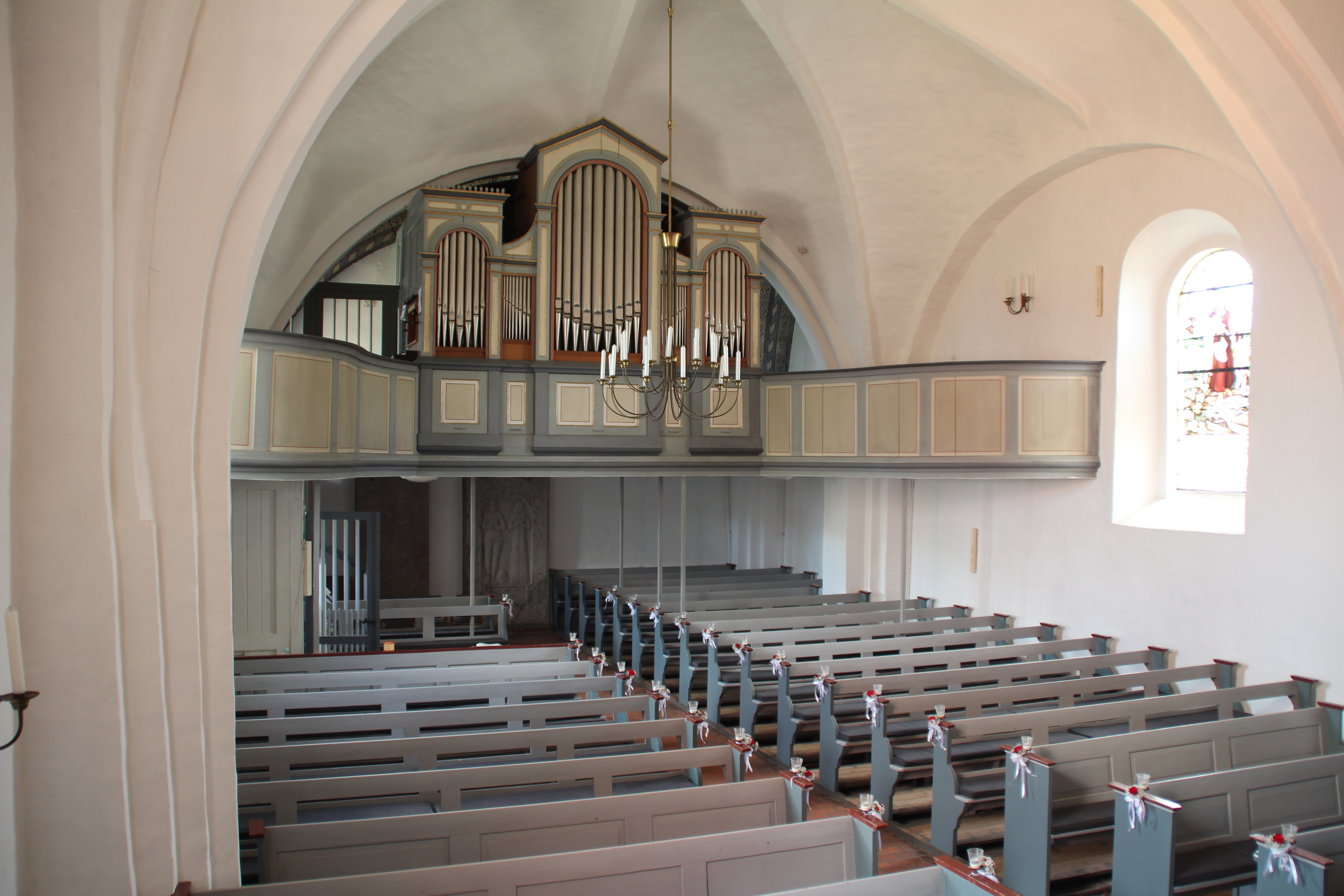
Kirchenschiff mit Orgelempore

Die Orgel wurde von der dänischen Firma Marcussen & Søn im Jahr 1878 errichtet. Das Werk erfuhr 1959 eine neobarocke Umgestaltung durch den Orgelbauer H. J. Düngel (Schleswig), bevor Klaus Becker (Kupfermühle) 1976 eine Überarbeitung durchführte. Dabei wurden einige der 1959 eingebauten Pfeifen durch alte Marcussen-Pfeifen ersetzt, jedoch nicht wieder die ursprüngliche Disposition hergestellt. Vermutlich erfolgte 1992 eine Überholung durch einen nicht genannten Orgelbauer. 2014 wurde die Orgel vom Schimmelbefall befreit, gleichzeitig wurden weitere Reparaturen durchgeführt.
Der Prospekt zeigt fünf flache Pfeifenfelder, die durch Pilaster mit Kapitellen gegliedert werden. Das überhöhte Mittelfeld mit flachem Giebel hat einen breiten Rundbogen, der von zwei niedrigen Rechteckfeldern flankiert wird. Die beiden äußeren Rundbogenfelder haben einen geraden Gehäuseabschluss. Das Werk verfügt über 15 Register, die auf zwei Manuale und Pedal verteilt sind, sie stehen auf mechanischen Schleifladen.
Die Disposition lautet nach der Beschriftung am Spieltisch:
| I Manual C–f3 |       |
| Principal     | 8′    |
| Hohlflöte     | 8′    |
| Octav         | 4′    |
| Quinte        | 2 ⁄3′ |
| Waldflöte     | 2′    |
| Mixtur IV     |       |

| II Manual C–f3 |    |
| Gedackt        | 8′ |
| Flöte          | 4′ |
| Oktave         | 2′ |
| Tertian I–II   |    |
| Scharf III     |    |

| Pedal C–d1 |     |
| Subbass    | 16′ |
| Principal  | 8′  |
| Gedacktbaß | 4′  |
| Flöte      | 2′  |

- Normalkoppeln: II/I (Schiebekoppel), I/P